# Николаевка (Советское сельское поселение)
Никола́евка — поселок в Алексеевском районе (городском округе, с 2018) Белгородской области, входит в состав Советского сельского поселения.

## Описание
Расположен в восточной части области, в 34 км к юго-востоку от районного центра, города Алексеевки. 
| 1859 | 2002 | 2010 |
| ---- | ---- | ---- |
| 417  | ↘28  | ↘25  |

Улицы и переулки
| - ул. Лесная |